# Kearnage Recordings

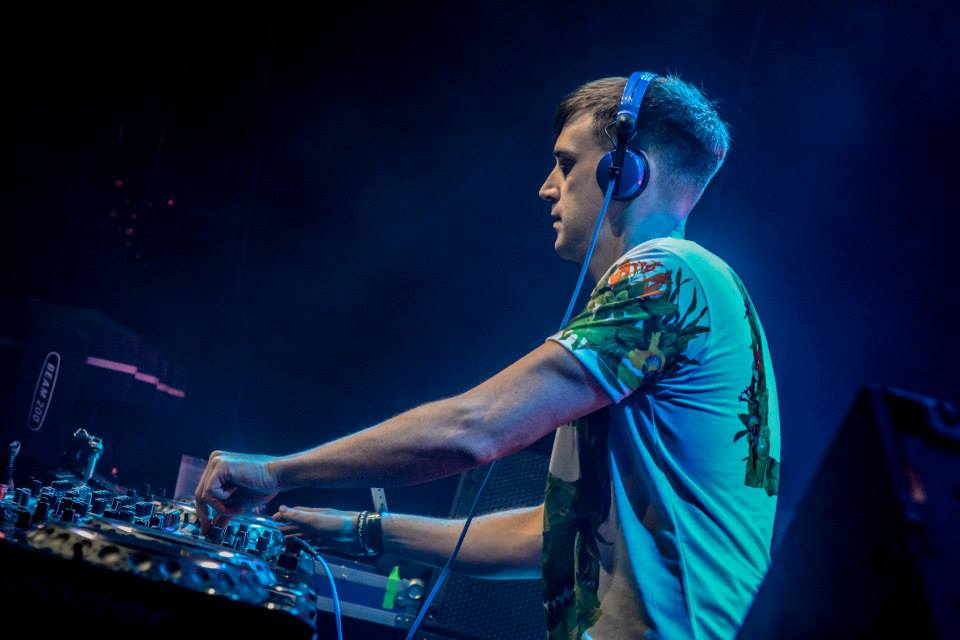
Labelgründer Bryan Kearney beim ASOT 700, 2015

Kearnage Recordings (Eigenschreibweise: KEARNAGE Recordings) ist ein irisches Musiklabel mit Hauptsitz in Dublin. Das Label veröffentlicht elektronische Tanzmusik in den Genres Trance, zumeist Tech Trance und Psytrance. Gründer des Labels ist der irische DJ Bryan Kearney.

## Geschichte
Kearnage Recordings wurde 2010 vom irischen DJ Bryan Kearney in Dublin gegründet. Ziel des Labels war, eine Plattform für neuartige Entwicklungen im Tech Trance zu schaffen, welche konservativere Labels nicht geboten haben. Mittlerweile (2016) hat sich das Label neben O’Callaghan's Subculture zu einer der wichtigsten Plattformen im Tech Trance entwickelt.

## Entwicklung
Zu den ersten Releases 2010 zählen die Klassiker Mexican Rave und I’ve had my fun von Bryan Kearney, letzterer unter seinem Pseudonym „KARNEY“. 2011 erreichte Kearnage seinen internationalen Durchbruch mit Kearneys Stealth Bomber, welcher auch zum Eurofest Anthem 2011 gekürt wurde. Es folgte 2012 Awaken sowie 2013 der Remix von M.I.K.E.s Never Ending.
Weitere Interpreten, welche Tracks auf Kearnage Recordings veröffentlichten, sind unter anderem der DJ John O’Callaghan mit Goodnight Irene (2016), ferner auch Will Atkinson mit Harvester (2014), Fresh Meat (2015) und Pat Butcher (2016) oder Will Rees mit Oversight (gemeinsam mit Sam Jones, 2015) oder Interlude (2016). Stand 5. Februar 2017 gab es insgesamt 71 Releases.